# Liste der Monuments historiques in Mandres-les-Roses
Die Liste der Monuments historiques in Mandres-les-Roses führt die Monuments historiques in der französischen Gemeinde Mandres-les-Roses auf.

## Liste der Bauwerke
| Bezeichnung                   | Beschreibung | Standort                                         | Kennzeichnung | Schutzstatus | Datum | Bild           |
| ----------------------------- | ------------ | ------------------------------------------------ | ------------- | ------------ | ----- | -------------- |
| Ferme de Monsieur (Bauernhof) |              | Rue du Maréchal-Leclerc Ruelle des Champs (Lage) | PA00079889    | Inscrit      | 1977  | weitere Bilder |

## Liste der Objekte
| Bezeichnung                                           | Beschreibung | Standort                 | Kennzeichnung | Schutzstatus | Datum | Bild |
| ----------------------------------------------------- | ------------ | ------------------------ | ------------- | ------------ | ----- | ---- |
| Prozessionsfahne mit der Darstellung der Jeanne d’Arc | Stoff, 1910  | in der Kirche St-Thibaut | PM94000499    | Inscrit      | 1988  |      |